# Samantha Bentley
Samantha Bentley (Londres, Inglaterra, 8 de outubro de 1987) é uma atriz pornográfica inglesa.

## Aparições em mídiasmainstream
Em 2014, Bentley interpretou uma prostituta na série da HBO, Game of Thrones. Ela também apareceu em um videoclipe de Wiz Khalifa e em um filme mainstream chamado Look of Love.

## Premiações e Indicações
| Ano  | Cerimônia          | Resultado | Prêmio                                                         | Trabalho                   |
| ---- | ------------------ | --------- | -------------------------------------------------------------- | -------------------------- |
| 2013 | AVN Award          | Venceu    | Best All-Girl Group Sex Scene (com Brooklyn Lee & Ruth Medina) | Brooklyn Lee: Nymphomaniac |
| 2013 | Juliland Award     | Venceu    | Best Solo                                                      | SB7                        |
| 2013 | Juliland Award     | Venceu    | Scarlett Stone Award                                           | —                          |
| 2013 | Paul Raymond Award | Venceu    | British Performer/Model of the Year                            | —                          |
| 2013 | Paul Raymond Award | Venceu    | Female Performer of the Year                                   | —                          |
| 2013 | SHAFTA Award       | Indicada  | Best New Starlet                                               | —                          |
| 2013 | UKAP Award         | Venceu    | Best Female Performer                                          | —                          |
| 2014 | AVN Award          | Indicada  | Female Foreign Performer of the Year                           | —                          |
| 2014 | XBIZ Award         | Indicada  | Foreign Female Performer of the Year                           | —                          |
| 2014 | Juliland Award     | Venceu    | Best G/G Action (com Aiden Ashley)                             | SB14                       |